# Shaudin Melgar-Foraster
Shaudin Melgar-Foraster és una escriptora catalana nascuda a Barcelona durant el franquisme. Mentre va viure a Catalunya, i fins que emigrà a la ciutat de Toronto (Canadà), estudià dansa i arqueologia i també donà classes de dansa. Un cop al Canadà, obtingué una llicenciatura, un màster i un doctorat de la Universitat de Toronto; s'especialitzà en literatura hispànica i crítica i teoria literària. Començà a ensenyar llengua i cultura catalanes a la Universitat de Toronto l'any 1995. El 2003 entrà a formar part del Departament d'Estudis Hispànics del Glendon College de la Universitat de York, també a Toronto. D'ençà aquell any ha estat a càrrec de l'ensenyament de totes les classes de català –gràcies al suport de l'Institut Ramon Llull.
Shaudin Melgar-Foraster ha combinat la seva carrera com a professora amb la seva passió més gran: escriure. Durant els anys passats a les universitats canadenques, primer com a estudiant i després com a professora, ha escrit nombrosos contes per a adults –alguns publicats i d'altres llegits a diverses conferències de literatura en universitats canadenques. L'any 1991 va guanyar el premi del Simpòsium d'Escriptores Hispanocanadenques organitzat per les universitats de York i Ottawa (Canadà). I aleshores, el 2005, va emprendre la creació d'una obra extensa, dividida en diverses novel·les, escrita en català i adreçada majorment a lectors adolescents. El primer d'aquests llibres, Més enllà del somni, fou publicat el 2008. La versió anglesa –traduïda per l'autora canadenca Caroline Roe– es publicà el 2009 com Beyond the Dream. Ha publicat també la novel·la juvenil El secret de L'oreneta (2011). És sòcia de l'Associació d'Escriptors en Llengua Catalana i de l'Associació de Relataires en Català.

## Publicacions

### Novel·les
- Més enllà del somni (Edicions del Bullent, 2008)
- El secret de L'oreneta (La Busca Edicions, 2011)
- Perduts a l'altre món (Edicions del Bullent, 2012)

### Contes infantils
- "L'amanida". Garbuix de contes (Editorial Meteora, 2010)
- "Màgia d'una nit d'estiu". Criatures fantàstiques (Editorial Meteora, 2011)
- "L'onada". Les estrelles (Editorial Meteora, 2012)
- "Un conte amarat d'aigua de mar". L'aigua (Editorial Meteora, 2013)
- "Històries d'hivern per a escoltar i llegir tot l'any" (Editorial Brins Edicions, 2017)